# 高知県の高校相撲部出身の一覧
高知県の高校相撲部出身の一覧は、高知県の高校相撲部出身の大相撲力士に関する一覧である。

## 高知高校
- 荒勢永英（1968年卒、関脇・花籠部屋）
- 琴藤沢和穂（1975年卒、幕下・佐渡ヶ嶽部屋）
- 土佐ノ海敏生（1990年卒、関脇・伊勢ノ海部屋）

## 高知小津高校
- 朝潮太郎（1974年卒、大関・高砂部屋）

## 高知工業高校
- 増健亘志（1992年卒、十両・三保ヶ関部屋）
- 土佐豊祐哉（2003年卒、幕内・時津風部屋）

## 宿毛高校
- 豊ノ島大樹（2002年卒、関脇・時津風部屋）
- 千代の海明太郎（2011年卒、十両・九重部屋）

## 明徳義塾高校
- 朝青龍明徳（1998年中退、横綱・若松部屋→高砂部屋）
- 朝赤龍太郎（2000年卒、関脇・若松部屋→高砂部屋）
- 琴奨菊和弘（2002年卒、大関・佐渡ヶ嶽部屋）
- 藤本悠介（2003年中退、幕下・阿武松部屋）
- 出羽鳳太一（2004年卒、十両・出羽海部屋）
- 栃煌山雄一郎（2005年卒、関脇・春日野部屋）
- 德勝龍誠（2005年卒、幕内・木瀬部屋→北の湖部屋→木瀬部屋）
- 千代桜右京（2006年卒、十両・九重部屋）
- 東龍強（2006年卒、幕内、玉ノ井部屋）
- 竜王浪勝照（2006年卒、幕下・立浪部屋）
- 志摩ノ海航洋（2008年卒、幕内・木瀬部屋）
- 千代翔馬富士雄（2009年中退、幕内、九重部屋）
- 朝紅龍琢馬（2017年卒、十両・高砂部屋）